# Max Berbig
Max Berbig, vollständig Maximilian Arnold Berbig, (* 16. November 1856 in Großkundorf; † 24. August 1926 in Gotha) war ein deutscher Lehrer und Heimatforscher.

## Leben
Max Berbig war der Sohn eines Lehrers und besuchte von 1873 bis 1876 das Lehrerseminar in Gotha, wo er die Reifeprüfung ablegte und anschließend Lehrer an der höheren Knabenbürgerschule in Gotha wurde. Von 1888 bis zu seiner Pensionierung am 31. März 1923 war er Lehrer am Lehrerseminar in Gotha.
Früh begann er, sich mit der Geschichte und Heimatkunde von Gotha und des Herzogtums Sachsen-Gotha zu beschäftigen, wurde Mitglied der Vereinigung für Gothaische Geschichte und Altertumsforschung, und publizierte zahlreiche Schriften auf diesem Gebiet.
Verheiratet war er mit (Anna Adeline) Therese, geb. Weißenborn (1896–1940). Ihr Sohn Clemens Berbig (1849–1921) wurde Gymnasiallehrer.

## Veröffentlichungen (Auswahl)
- Die ersten deutschen Beiträge zur Erforschung Ostafrikas. In: Tägliche Rundschau. Berlin, Nr. 58, 10. März 1886.
- Die Gemahlinnen der Regenten des Gothaischen Landes seit der Herrschaft der Ernestiner. Gläser, Gotha 1890 (Digitalisat).
- Aus der Gefangenschaft Johann Friedrich des Mittleren Herzogs zu Sachsen. Ein Beitrag zur Reichs- und Kirchengeschichte des Reformationsjahrhunderts. Schloessmann, Gotha 1898.
- Die Würdigung der Verdienste Herzog Ernst des Frommen um das Schulwesen in der Litteratur, ein bibliographisches Gedenkblatt. In: Jahresbericht des Herzog-Ernst-Seminars zu Gotha 24. 1901, S. 3–19.
- Zum 650jährigen Jubiläum des Augustinerklosters in Gotha am 13. Dezember 1908. Stollberg, Gotha 1908.
- Die Familienbeziehungen der kriegführenden Fürstenhäuser unter besonderer Berücksichtigung des Hauses Sachsen-Coburg und Gotha. Perthes, Gotha 1917.